# حالة الطوارئ في فنزويلا 2016

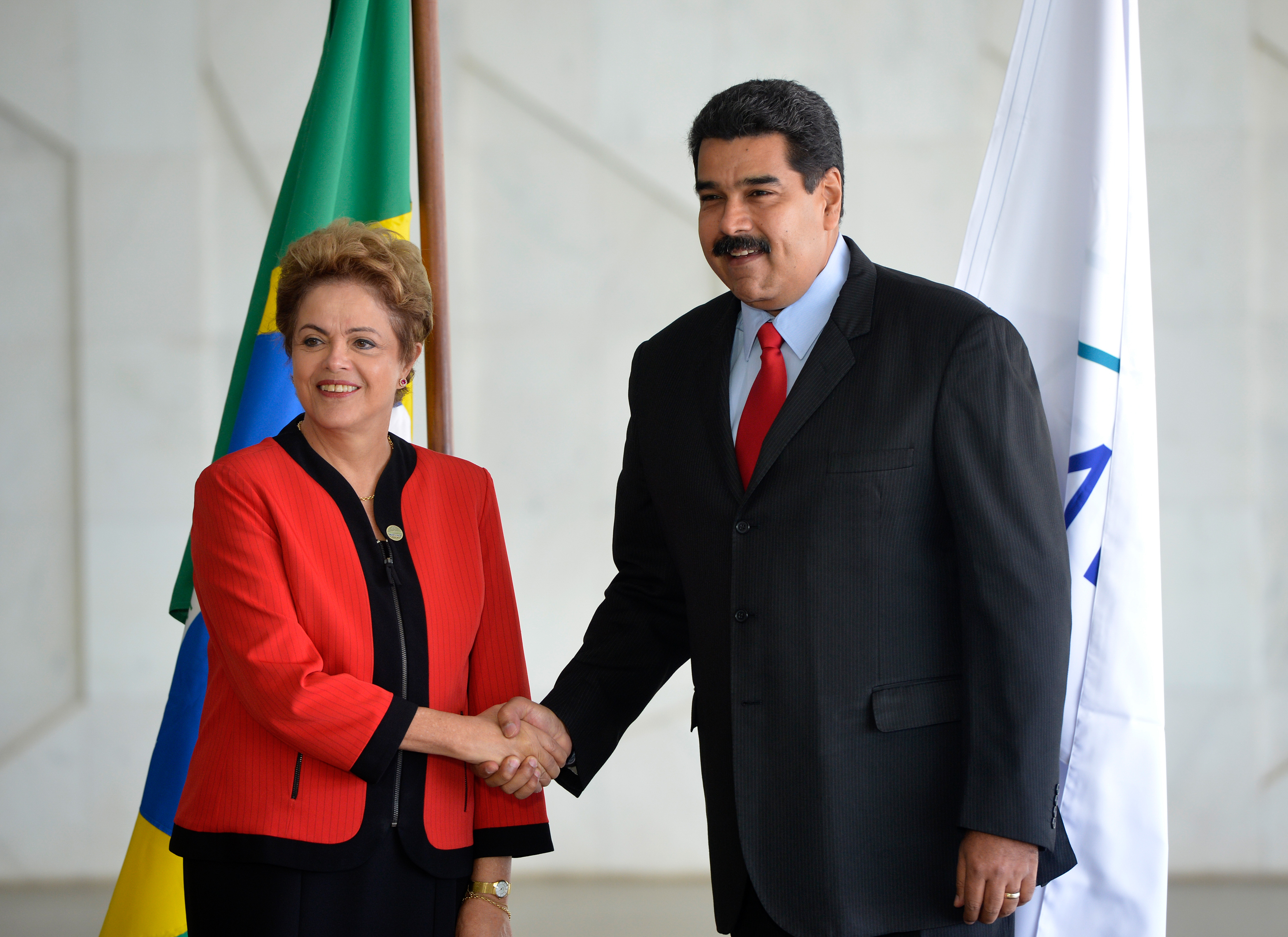
ديلما روسيف ونيكولاس مادورو.

حالة الطوارئ في فنزويلا 2016 في 13 مايو 2016 أعلن الرئيس نيكولاس مادورو حالة الطوارئ في فنزويلا. لم يشرح مادورو تفاصيل حالة الطوارئ هذه، لكنه ذكر مؤامرة داخل البلاد ومن إحدى دول منظمة البلدان المصدرة للنفط (أوبك) والولايات المتحدة للإطاحة بحكومة كاراكاس. حدثت حالة الطوارئ الأخيرة في عام 2015 بسبب مشاكل بالقرب من الحدود الكولومبية، مما أدى إلى تعليق الضمانات الدستورية وأزمة المهاجرين فنزويلا وكولومبيا.

## الدوافع
اتهم مادورو الولايات المتحدة بالتحريض على انقلاب خفي ضد حكومته. في 13 مايو ليلة الجمعة بث التلفزيون الحكومي تصريحات مادورو قال فيها: «واشنطن تعمل على تفعيل الإجراءات بناء على طلب اليمين الفاشستي الفنزويلي الذي شجعه الانقلاب في البرازيل». وفقًا لرأي مادورو فإن عملية العزل ضد الرئيسة البرازيلية ديلما روسيف علامة تدل على أنه التالي. صرح مادورو في اجتماع مع مجلس الوزراء بأن مرسوم حالة الطوارئ موجه ضد «طفيليات القلة والمضاربين».

## الاستجابات
بدأت الجمعية الوطنية التي تهيمن عليها المعارضة عملية لاستدعاء مادورو كرئيس، متذرعا بدوافع الظروف السيئة مثل نقص الغذاء والدواء وانقطاع التيار الكهربائي والنهب وزيادة معدل التضخم، إلى جانب شكاوى من الفساد وتهريب المخدرات وانتهاكات حقوق الإنسان. قال توماس غوانيبا النائب المعارض: «اليوم انتهك مادورو الدستور مرة أخرى. لماذا؟ لأنه خائف من الاستدعاء».
في الفترة التي سبقت الإعلان قال مسؤولو استخبارات الولايات المتحدة للصحفيين إنهم قلقون بشأن أزمة اقتصادية وسياسية في فنزويلا، وتوقعوا أن مادورو لن يكمل رئاسته. وأضافوا: «يمكنك سماع الجليد يتكسر. أنت تعلم أن هناك أزمة قادمة».